# Battaglia di Chimborazo
La battaglia di Chimborazo fu uno dei primi scontri della guerra dei due fratelli, una lotta tra Huáscar e Atahualpa per il controllo dell'impero Inca. Atahualpa vinse potendo disporre di generali migliori; obbligò Huascar ad una ritirata strategica.

## Storia
La guerra era originata da una disputa riguardo ad una successione. Nel 1527 Huayna Cápac morì, lasciando un impero grande e potente. Egli lasciò in eredità la maggior parte del regno ad Huáscar, che nel 1531 invase la terra del fratello Atahualpa, ovvero l'impero inca settentrionale. La capitale Cajamarca fu occupata, Tumebamba sconfitta, e Atahualpa fu catturato. Atahualpa riusc' ad evadere grazie all'aiuto di una giovane ragazza, unendosi ai generali di Huayna Capac Quizquiz e Chalcochima, entrambi molto capaci, ed insieme a loro attaccò Huáscar nei pressi di Chimborazo. Nonostante fosse superiore in numero, Huáscar fu sconfitto ed obbligato a ritirarsi.
La base della forza di Huascar fu scossa dalla sconfitta, e l'anno successivo tutto il dominio di Cusco terminò con la battaglia di Quipaipan. Atoc venne catturato durante la battaglia, e subì una morte orribile per mano di Chalcochima. Secondo alcune fonti la sua testa sarebbe stata usata come coppa, secondo altre fu lasciato sul campo di battaglia dopo avergli asportato gli occhi. Pedro Sarmiento de Gamboa disse che Atoc ed il secondo in comando, Hango, furono scorticati, e le loro pelli usate come tamburi. Ullco Colla, capo degli sconfitti Tumipampa, morì in battaglia, e la sua città fu conquistata poco dopo.